# Görögország éghajlata
Görögország éghajlata változatos, de túlnyomórészt mediterrán. Általában a partvidék és a szigetek éghajlata mediterrán, míg a zárt medencékben kontinentális jellegűvé válik. Néhány szélességi foknak megfelelő, mondhatni keskeny földsávon olyan eltérések adódnak, mint Németország és Szicília között. A legészakibb területek átmeneti éghajlattal rendelkeznek a kontinentális és a mediterrán éghajlat között. Vannak olyan hegyvidéki területek, amelyek alpesi éghajlatúak.

Az ország a Köppen-Geiger-féle osztályozáson (angol nyelvű)

## Általános jellemzők
Görögország a földközi-tengeri éghajlati övezetbe tartozik, amelyre a csaknem  teljesen csapadékmentes nyár és a heves téli esőzések jellemzők.
A görögországi kontinentális éghajlat hasonló a balkáni térség egészének klímájához - hideg telekkel és meleg, nedves nyárral. A klasszikus mediterrán éghajlatnak a tengerszint feletti magasság szab határtː északon 400, délen 600 méter magasságig terjed, és általában csak a szélesebb parti sávra szorítkozik.
Attika, a Peloponnészosz, Kréta, a Kükládok és a Dodekanészosz régiójára a tipikus mediterrán éghajlat jellemző, a forró és száraz nyárral és ugyanakkor hűvös téllel.
Az éghajlat egyik fő alakítója a geomorfológiai tényező. Így a kontinentális Görögország északi és északkeleti részén, a Píndosz hegységétől nyugatra, az éghajlat nedvesebb, és megtalálható néhány jellemzője az óceáni klímának. A Pindosztól keletre az éghajlat általában szárazabb, és viszonylag szelesebb.
A szigeteken a hőmérséklet napi és évi ingadozása kisebb.
A csaknem felhő nélküli nyár, de jelentős csapadékai ellenére sem túlzottan borult tél következtében az ország napfénytartama bőséges, az évi napsütéses órák száma kb. 2200–3100 között változik.
2018-ig a legmagasabb valaha mért görögországi nappali csúcshőmérsékletet 1977. július 10-én mérték az ország fővárosában, Athénbanː 47,7 °C. Ez alig maradt el a valaha mért európai max. rekordértéktől is.

### Csapadék
A csapadékban általánosságban véve nyugatról kelet felé haladva fokozatos csökkenés tapasztalható.
Az ország területén a mediterrán klímán belül a csapadékellátottság alapján két egységre bontható:
- Nyugati része, a Jón-szigetek, földrajzi fekvése miatt bőséges csapadékban részesül (évi 600–1100 mm), emiatt itt dús vegetáció alakul ki. Ennek a "zöld mediterrán klímának" tipikus képviselője a közkedvelt üdülősziget, Korfu.
- Az ország keleti fele a hegyek esőárnyéka miatt mindössze 350–700 mm évi csapadékot kap, itt a téli csapadékból származó víztartalék a nyár közepére-végére elfogy, és csak az öntözött területek színfoltjai teszik változatossá a megperzselt sivár tájat.

A csapadék évi járása mediterrán típusú. Az évi mennyiség zöme október-március között hull le.

## Éghajlattáblázatok

### Észak
| Hónap                         | Jan.  | Feb.  | Már. | Ápr. | Máj. | Jún. | Júl. | Aug. | Szep. | Okt. | Nov. | Dec. | Év    |
| ----------------------------- | ----- | ----- | ---- | ---- | ---- | ---- | ---- | ---- | ----- | ---- | ---- | ---- | ----- |
| Rekord max. hőmérséklet (°C)  | 23,0  | 24,0  | 32,0 | 31,0 | 36,0 | 41,4 | 44,0 | 40,4 | 37,3  | 32,2 | 27,0 | 25,1 | 44,0  |
| Átlagos max. hőmérséklet (°C) | 9,3   | 11,2  | 14,7 | 19,5 | 24,9 | 29,9 | 32,5 | 32,4 | 27,0  | 21,1 | 15,7 | 10,6 | 20,8  |
| Átlagos min. hőmérséklet (°C) | 2,2   | 3,5   | 5,7  | 9,2  | 14,0 | 18,8 | 21,2 | 21,3 | 17,1  | 12,9 | 8,2  | 3,8  | 11,5  |
| Rekord min. hőmérséklet (°C)  | −14,0 | −10,0 | −7,0 | −2,0 | 2,8  | 6,0  | 10,0 | 7,8  | 3,0   | −1,0 | −6,2 | −9,8 | −14,0 |
| Átl. csapadékmennyiség (mm)   | 35    | 30    | 40   | 30   | 43   | 27   | 27   | 19   | 49    | 51   | 38   | 52   | 440   |
| Havi napsütéses órák száma    | 117   | 124   | 171  | 205  | 257  | 308  | 338  | 311  | 225   | 161  | 115  | 95   | 2426  |
| Forrás:                       |       |       |      |      |      |      |      |      |       |      |      |      |       |

| Hónap                         | Jan. | Feb. | Már. | Ápr. | Máj. | Jún. | Júl. | Aug. | Szep. | Okt. | Nov. | Dec. | Év   |
| ----------------------------- | ---- | ---- | ---- | ---- | ---- | ---- | ---- | ---- | ----- | ---- | ---- | ---- | ---- |
| Átlagos max. hőmérséklet (°C) | 10,2 | 11,8 | 15,4 | 20,0 | 26,0 | 31,6 | 33,4 | 32,9 | 28,6  | 22,5 | 15,3 | 10,5 | 21,6 |
| Átlagos min. hőmérséklet (°C) | 0,7  | 1,1  | 3,6  | 6,9  | 11,5 | 16,1 | 18,5 | 18,1 | 14,4  | 10,5 | 5,7  | 2,2  | 9,2  |
| Átl. csapadékmennyiség (mm)   | 30   | 34   | 35   | 40   | 41   | 20   | 19   | 20   | 13    | 44   | 67   | 51   | 413  |
| Forrás: meteo-climat-bzh      |      |      |      |      |      |      |      |      |       |      |      |      |      |

| Hónap                         | Jan.  | Feb.  | Már. | Ápr. | Máj. | Jún. | Júl. | Aug. | Szep. | Okt. | Nov. | Dec.  | Év    |
| ----------------------------- | ----- | ----- | ---- | ---- | ---- | ---- | ---- | ---- | ----- | ---- | ---- | ----- | ----- |
| Rekord max. hőmérséklet (°C)  | 21,8  | 25,7  | 28,4 | 33,8 | 40,0 | 44,7 | 45,5 | 43,0 | 41,8  | 33,7 | 29,0 | 24,9  | 45,5  |
| Átlagos max. hőmérséklet (°C) | 9,6   | 11,8  | 14,9 | 20,0 | 25,7 | 30,9 | 33,0 | 32,4 | 28,7  | 22,1 | 16,0 | 10,9  | 21,4  |
| Átlagos min. hőmérséklet (°C) | 0,5   | 1,5   | 3,4  | 6,3  | 10,8 | 15,0 | 17,6 | 17,1 | 14,1  | 9,8  | 5,5  | 1,8   | 8,7   |
| Rekord min. hőmérséklet (°C)  | −21,6 | −10,5 | −7,0 | −3,4 | 1,4  | 7,2  | 11,0 | 10,0 | 5,0   | −2,0 | −6,4 | −17,5 | −21,6 |
| Átl. csapadékmennyiség (mm)   | 30    | 35    | 36   | 29   | 37   | 24   | 20   | 16   | 29    | 47   | 58   | 52    | 413   |
| Havi napsütéses órák száma    | 105   | 118   | 158  | 214  | 266  | 307  | 337  | 320  | 248   | 172  | 126  | 101   | 2471  |
| Forrás: NOAA                  |       |       |      |      |      |      |      |      |       |      |      |       |       |

| Hónap                                  | Jan. | Feb. | Már. | Ápr. | Máj. | Jún. | Júl. | Aug. | Szep. | Okt. | Nov. | Dec. | Év   |
| -------------------------------------- | ---- | ---- | ---- | ---- | ---- | ---- | ---- | ---- | ----- | ---- | ---- | ---- | ---- |
| Átlagos max. hőmérséklet (°C)          | 10,1 | 11,5 | 14,4 | 17,1 | 23,0 | 27,6 | 30,8 | 30,9 | 26,7  | 21,2 | 15,5 | 11,1 | 20,0 |
| Átlagos min. hőmérséklet (°C)          | 0,2  | 1,0  | 3,2  | 5,9  | 9,6  | 12,8 | 14,9 | 15,0 | 12,2  | 8,5  | 4,7  | 1,8  | 7,5  |
| Átl. csapadékmennyiség (mm)            | 124  | 112  | 95   | 78   | 69   | 44   | 32   | 31   | 54    | 100  | 167  | 175  | 1081 |
| Havi napsütéses órák száma             | 95   | 108  | 143  | 165  | 225  | 296  | 321  | 296  | 208   | 160  | 98   | 75   | 2192 |
| Forrás: Greek National Weather Service |      |      |      |      |      |      |      |      |       |      |      |      |      |

### Athén
| Hónap | Jan. | Feb. | Már. | Ápr. | Máj. | Jún. | Júl. | Aug. | Szep. | Okt. | Nov. | Dec. | Év   |
| --- | ---- | ---- | ---- | ---- | ---- | ---- | ---- | ---- | ----- | ---- | ---- | ---- | ---- |
| Átlagos max. hőmérséklet (°C)                                                                                           | 13,3 | 13,9 | 16,6 | 20,0 | 25,2 | 30,4 | 33,4 | 33,7 | 28,7  | 23,5 | 18,8 | 14,7 | 22,7 |
| Átlagos min. hőmérséklet (°C)                                                                                           | 6,8  | 6,8  | 8,8  | 11,7 | 15,8 | 20,6 | 23,6 | 23,8 | 19,8  | 15,9 | 11,7 | 8,8  | 14,6 |
| Átl. csapadékmennyiség (mm)                                                                                             | 57   | 47   | 41   | 31   | 23   | 11   | 6    | 6    | 14    | 53   | 58   | 69   | 414  |
| Havi napsütéses órák száma                                                                                              | 158  | 168  | 189  | 225  | 304  | 360  | 384  | 360  | 252   | 198  | 144  | 105  | 2848 |
| Forrás: Climatebase (temperatures, RH and sunː 1980–2000) World Meteorological Organization (precipitationː 1955–1997), |      |      |      |      |      |      |      |      |       |      |      |      |      |

### Peloponnészoszi-fsz.
| Hónap                                            | Jan. | Feb. | Már. | Ápr. | Máj. | Jún. | Júl. | Aug. | Szep. | Okt. | Nov. | Dec. | Év   |
| ------------------------------------------------ | ---- | ---- | ---- | ---- | ---- | ---- | ---- | ---- | ----- | ---- | ---- | ---- | ---- |
| Átlagos max. hőmérséklet (°C)                    | 14,5 | 15,0 | 16,8 | 19,7 | 24,2 | 28,0 | 30,1 | 30,9 | 28,2  | 24,1 | 19,5 | 16,1 | 22,3 |
| Átlagos min. hőmérséklet (°C)                    | 6,1  | 6,4  | 7,7  | 10,2 | 13,9 | 17,4 | 19,4 | 19,6 | 17,2  | 13,8 | 10,3 | 7,6  | 12,5 |
| Átl. csapadékmennyiség (mm)                      | 89   | 82   | 63   | 48   | 29   | 8    | 5    | 5    | 28    | 72   | 118  | 116  | 663  |
| Forrás: Hellenic National Meteorological Service |      |      |      |      |      |      |      |      |       |      |      |      |      |

| Hónap                                            | Jan.  | Feb.  | Már.  | Ápr. | Máj. | Jún. | Júl. | Aug. | Szep. | Okt. | Nov. | Dec.  | Év    |
| ------------------------------------------------ | ----- | ----- | ----- | ---- | ---- | ---- | ---- | ---- | ----- | ---- | ---- | ----- | ----- |
| Rekord max. hőmérséklet (°C)                     | 20,4  | 24,2  | 25,4  | 29,8 | 36,6 | 39,8 | 42,2 | 39,8 | 35,4  | 33,8 | 26,8 | 22,6  | 42,2  |
| Átlagos max. hőmérséklet (°C)                    | 9,4   | 10,3  | 13,0  | 17,3 | 22,7 | 27,6 | 30,1 | 29,9 | 26,5  | 20,3 | 15,5 | 11,1  | 19,5  |
| Átlagos min. hőmérséklet (°C)                    | 0,9   | 1,4   | 2,6   | 5,1  | 8,2  | 11,9 | 14,3 | 14,4 | 11,7  | 8,2  | 5,0  | 2,7   | 7,2   |
| Rekord min. hőmérséklet (°C)                     | −17,0 | −15,8 | −16,0 | −4,0 | −0,2 | 4,0  | 7,6  | 7,8  | 0,4   | −2,6 | −5,8 | −11,0 | −17,0 |
| Átl. csapadékmennyiség (mm)                      | 119   | 100   | 72    | 59   | 35   | 25   | 19   | 16   | 25    | 79   | 114  | 148   | 811   |
| Forrás: Hellenic National Meteorological Service |       |       |       |      |      |      |      |      |       |      |      |       |       |

| Hónap                         | Jan. | Feb. | Már. | Ápr. | Máj. | Jún. | Júl. | Aug. | Szep. | Okt. | Nov. | Dec. | Év   |
| ----------------------------- | ---- | ---- | ---- | ---- | ---- | ---- | ---- | ---- | ----- | ---- | ---- | ---- | ---- |
| Rekord max. hőmérséklet (°C)  | 23,0 | 23,6 | 25,2 | 29,8 | 37,0 | 41,8 | 45,6 | 39,4 | 38,4  | 32,8 | 29,0 | 26,0 | 45,6 |
| Átlagos max. hőmérséklet (°C) | 15,3 | 15,5 | 17,1 | 19,9 | 24,3 | 28,8 | 32,1 | 31,3 | 28,7  | 24,7 | 20,5 | 16,7 | 23,0 |
| Átlagos min. hőmérséklet (°C) | 5,7  | 5,7  | 6,8  | 8,9  | 12,4 | 16,0 | 18,1 | 18,4 | 16,2  | 13,2 | 9,9  | 7,2  | 11,6 |
| Rekord min. hőmérséklet (°C)  | −5,0 | −3,2 | −3,6 | 2,4  | 5,4  | 9,0  | 12,0 | 12,4 | 9,6   | 4,2  | −0,4 | −2,0 | −5,0 |
| Átl. csapadékmennyiség (mm)   | 112  | 94   | 73   | 49   | 26   | 8    | 4    | 11   | 29    | 85   | 137  | 153  | 780  |
| Havi napsütéses órák száma    | 144  | 141  | 186  | 212  | 286  | 338  | 368  | 347  | 270   | 206  | 151  | 131  | 2778 |
| Forrás: NOAA                  |      |      |      |      |      |      |      |      |       |      |      |      |      |

### Jón-szigetek
| Hónap                         | Jan. | Feb. | Már. | Ápr. | Máj. | Jún. | Júl. | Aug. | Szep. | Okt. | Nov. | Dec. | Év   |
| ----------------------------- | ---- | ---- | ---- | ---- | ---- | ---- | ---- | ---- | ----- | ---- | ---- | ---- | ---- |
| Átlagos max. hőmérséklet (°C) | 13,9 | 14,2 | 16,0 | 19,0 | 23,8 | 28,0 | 31,0 | 31,3 | 27,6  | 23,2 | 18,7 | 15,3 | 21,9 |
| Átlagos min. hőmérséklet (°C) | 5,1  | 5,7  | 6,8  | 9,2  | 12,9 | 16,4 | 18,4 | 18,8 | 16,5  | 13,4 | 10,0 | 6,8  | 11,7 |
| Átl. csapadékmennyiség (mm)   | 132  | 137  | 98   | 67   | 37   | 14   | 9    | 19   | 81    | 147  | 180  | 180  | 1101 |
| Forrás:                       |      |      |      |      |      |      |      |      |       |      |      |      |      |

| Hónap                         | Jan. | Feb. | Már. | Ápr. | Máj. | Jún. | Júl. | Aug. | Szep. | Okt. | Nov. | Dec. | Év   |
| ----------------------------- | ---- | ---- | ---- | ---- | ---- | ---- | ---- | ---- | ----- | ---- | ---- | ---- | ---- |
| Átlagos max. hőmérséklet (°C) | 14,4 | 14,5 | 16,1 | 18,9 | 23,4 | 27,8 | 30,7 | 30,6 | 27,6  | 23,0 | 19,0 | 15,8 | 21,9 |
| Átlagos min. hőmérséklet (°C) | 8,1  | 8,2  | 9,2  | 11,1 | 14,4 | 18,2 | 20,4 | 20,9 | 18,8  | 15,7 | 12,5 | 9,6  | 14,0 |
| Átl. csapadékmennyiség (mm)   | 150  | 113  | 90   | 51   | 17   | 7    | 5    | 9    | 25    | 147  | 159  | 170  | 943  |
| Forrás: NOAA                  |      |      |      |      |      |      |      |      |       |      |      |      |      |

### Égei-szigetek
| Hónap | Jan. | Feb. | Már. | Ápr. | Máj. | Jún. | Júl. | Aug. | Szep. | Okt. | Nov. | Dec. | Év   |
| --- | ---- | ---- | ---- | ---- | ---- | ---- | ---- | ---- | ----- | ---- | ---- | ---- | ---- |
| Átlagos max. hőmérséklet (°C)                                                                                     | 14,3 | 14,4 | 15,7 | 18,6 | 21,9 | 25,7 | 26,6 | 26,2 | 24,6  | 21,4 | 18,6 | 15,8 | 20,3 |
| Átlagos min. hőmérséklet (°C)                                                                                     | 9,3  | 9,3  | 10,2 | 12,5 | 15,4 | 19,2 | 21,7 | 21,7 | 19,8  | 16,6 | 13,4 | 10,9 | 15,0 |
| Átl. csapadékmennyiség (mm)                                                                                       | 71   | 59   | 50   | 18   | 10   | 3    | 1    | 3    | 6     | 39   | 47   | 69   | 376  |
| Forrás: NOAA Naxos Climate Normals 1961–1990. National Oceanic and Atmospheric Administration. (Hozzáférés: 2015) |      |      |      |      |      |      |      |      |       |      |      |      |      |

| Hónap                         | Jan. | Feb. | Már. | Ápr. | Máj. | Jún. | Júl. | Aug. | Szep. | Okt. | Nov. | Dec. | Év   |
| ----------------------------- | ---- | ---- | ---- | ---- | ---- | ---- | ---- | ---- | ----- | ---- | ---- | ---- | ---- |
| Átlagos max. hőmérséklet (°C) | 14,0 | 14,0 | 16,0 | 18,0 | 23,0 | 27,0 | 29,0 | 29,0 | 26,0  | 23,0 | 19,0 | 15,0 | 21,1 |
| Átlagos min. hőmérséklet (°C) | 10,0 | 10,0 | 11,0 | 13,0 | 17,0 | 21,0 | 23,0 | 23,0 | 21,0  | 18,0 | 14,0 | 11,0 | 16,0 |
| Átl. csapadékmennyiség (mm)   | 71   | 43   | 40   | 16   | 11   | 0    | 7    | 0    | 11    | 38   | 59   | 75   | 371  |
| Napi napsütéses órák száma    | 7    | 7    | 9    | 11   | 12   | 13   | 14   | 13   | 11    | 9    | 8    | 6    | 10   |
| Forrás: holiday-weather.com   |      |      |      |      |      |      |      |      |       |      |      |      |      |

| Hónap                                                                 | Jan. | Feb. | Már. | Ápr. | Máj. | Jún. | Júl. | Aug. | Szep. | Okt. | Nov. | Dec. | Év   |
| --------------------------------------------------------------------- | ---- | ---- | ---- | ---- | ---- | ---- | ---- | ---- | ----- | ---- | ---- | ---- | ---- |
| Rekord max. hőmérséklet (°C)                                          | 22,0 | 22,0 | 27,4 | 30,6 | 34,8 | 36,2 | 39,0 | 41,2 | 35,4  | 33,2 | 28,4 | 22,8 | 41,2 |
| Átlagos max. hőmérséklet (°C)                                         | 15,1 | 15,2 | 16,8 | 20,0 | 24,2 | 28,4 | 30,5 | 30,7 | 28,2  | 24,5 | 20,1 | 16,6 | 22,6 |
| Átlagos min. hőmérséklet (°C)                                         | 8,8  | 8,8  | 10,1 | 12,5 | 15,8 | 19,9 | 22,3 | 22,7 | 20,5  | 16,9 | 13,2 | 10,4 | 15,2 |
| Rekord min. hőmérséklet (°C)                                          | −4,0 | −1,6 | 0,2  | 5,2  | 8,6  | 12,6 | 16,8 | 17,0 | 10,6  | 7,2  | 2,4  | 1,2  | −4,0 |
| Átl. csapadékmennyiség (mm)                                           | 150  | 106  | 76   | 28   | 19   | 2    | 0    | 0    | 6     | 66   | 94   | 157  | 703  |
| Napi napsütéses órák száma                                            | 5    | 6    | 7    | 9    | 11   | 13   | 14   | 13   | 11    | 8    | 6    | 5    | 9    |
| Forrás: Hellinic National Meteorological Service, NOAA, Weather Atlas |      |      |      |      |      |      |      |      |       |      |      |      |      |

| Hónap                                            | Jan. | Feb. | Már. | Ápr. | Máj. | Jún. | Júl. | Aug. | Szep. | Okt. | Nov. | Dec. | Év   |
| ------------------------------------------------ | ---- | ---- | ---- | ---- | ---- | ---- | ---- | ---- | ----- | ---- | ---- | ---- | ---- |
| Átlagos max. hőmérséklet (°C)                    | 12,1 | 12,6 | 14,6 | 19,0 | 23,9 | 28,5 | 30,4 | 30,2 | 26,7  | 21,7 | 17,2 | 13,8 | 20,9 |
| Átlagos min. hőmérséklet (°C)                    | 6,7  | 7,0  | 8,0  | 11,2 | 15,2 | 19,3 | 21,6 | 21,4 | 18,5  | 14,8 | 11,4 | 8,7  | 13,7 |
| Átl. csapadékmennyiség (mm)                      | 130  | 97   | 75   | 47   | 21   | 6    | 2    | 4    | 11    | 38   | 94   | 145  | 671  |
| Forrás: Hellenic National Meteorological Service |      |      |      |      |      |      |      |      |       |      |      |      |      |

### Kréta
| Hónap                                         | Jan. | Feb. | Már. | Ápr. | Máj. | Jún. | Júl. | Aug. | Szep. | Okt. | Nov. | Dec. | Év   |
| --------------------------------------------- | ---- | ---- | ---- | ---- | ---- | ---- | ---- | ---- | ----- | ---- | ---- | ---- | ---- |
| Átlagos max. hőmérséklet (°C)                 | 15,2 | 15,5 | 16,8 | 20,2 | 23,5 | 27,3 | 28,6 | 28,4 | 26,4  | 23,1 | 20,1 | 17,0 | 21,9 |
| Átlagos min. hőmérséklet (°C)                 | 10,0 | 10,0 | 10,8 | 13,0 | 15,9 | 20,0 | 22,7 | 22,7 | 20,3  | 17,5 | 14,7 | 12,0 | 15,8 |
| Átl. csapadékmennyiség (mm)                   | 92   | 77   | 57   | 30   | 15   | 3    | 1    | 1    | 20    | 69   | 59   | 77   | 501  |
| Havi napsütéses órák száma                    | 118  | 125  | 177  | 228  | 301  | 351  | 372  | 347  | 282   | 198  | 150  | 121  | 2769 |
| Forrás: Weather Atlas meteo-climat (extremes) |      |      |      |      |      |      |      |      |       |      |      |      |      |

## Fordítás
- Ez a szócikk részben vagy egészben  a   Climate of Greece című angol Wikipédia-szócikk fordításán alapul.  Az eredeti cikk szerkesztőit annak laptörténete sorolja fel. Ez a jelzés csupán a megfogalmazás eredetét és a szerzői jogokat jelzi, nem szolgál a cikkben szereplő információk forrásmegjelöléseként.